# Arcanelater
Arcanelater là một chi bọ cánh cứng trong họ 
Elateridae.
Chi này được miêu tả khoa học năm 1975 bởi Costa.

## Các loài
Chi này có các loài:
- Arcanelater spurius (Germar, 1841)